# Baker House
Baker House es un edificio que alberga dormitorios mixtos en el Instituto de Tecnología de Massachusetts (Estados Unidos). Está ubicada en 362 Memorial Drive. Fue diseñado por el arquitecto finlandés Alvar Aalto entre 1947 y 1948 y construido en 1949. Su diseño distintivo tiene una forma ondulada que permite que la mayoría de las habitaciones tengan una vista del río Charles. Aalto también diseñó muebles personalizados para las habitaciones, muchos de los cuales tienen forma de cuña. El dormitorio alberga a 318 estudiantes universitarios en habitaciones individuales, dobles, triples y cuádruples. Lleva el nombre de Everett Moore Baker, decano de estudiantes del MIT, que murió en un accidente aéreo en la India en 1949.

## Historia
En 1940, Aalto fue nombrado fellow en el Instituto Tecnológico de Massachusetts en Cambridge. En 1946 recibió el encargo de construir el edificio que albergaba los dormitorios de la Baker House, la nueva residencia de estudiantes para los alumnos matriculados en el último curso académico (la denominada Residencia de Mayores). Una estructura que iba a albergar a 318 estudiantes divididos en habitaciones individuales, dobles, triples y cuádruples. Susitio es un lote largo y angosto contiguo al río Charles y al Memorial Drive, una vía de cuatro carriles con un impacto visual y sonoro notable.
La Baker House ha sido renovada en cuatro ocasiones. La última fue en 1999, cuando se modernizaron los sistemas de plomería, telecomunicaciones y electricidad y se eliminaron algunos de los cambios interiores realizados a lo largo de los años que no estaban en el diseño original.

## Arquitectura
El edificio tiene fachadas de ladrillo refractario marrón. Debido al diseño en forma de 'W' del edificio, cada habitación tiene una vista única del río Charles y el Memorial Drive desaparece casi por completo. El propio Alto describió el diseño del edificio como una mezcla entre un albergue de esquí y un barco.
Las fachadas norte y sur son muy diferentes por cuenta de la ubicación del lote. El lado lado sur, orientado al río Charles, es sinuosa y continua. Tiene siete alturas y en esta convergen todas habitaciones del conjunto. El lado norte es por el contrario un conjunto escarpado de volúmenes rectos, definidos por la escalera exterior cerrada que se proyecta en cascada por el exterior y que sirve como mirador. La fachada rompe la monotonía del resto de los edificios universitarios, de estilo neoclásico y racionalista.
La planta baja está iluminada con luces circulares y la superior tiene vista al río. Ese tipo de iluminación ya había sido utilizada en la biblioteca Viipuri. Aalto no quiso diseñar habitaciones orientadas al norte (que habrían carecido de vistas al río), y en cambió diseñó en el lado occidental grandes habitaciones dobles y triples con mucha luz natural. Por motivos económicos se renunció al revestimiento de arbustos de la fachada sur del ala principal, que iba a estar adornada con hiedra trepadora.

## Alumnos notables
Los alumnos notables de Baker House incluyen a Kenneth Olsen Alan Guth,Gerald Sussman, Geoffrey A. Landis, Cady Coleman y Katy Croff Bell.

## Galería

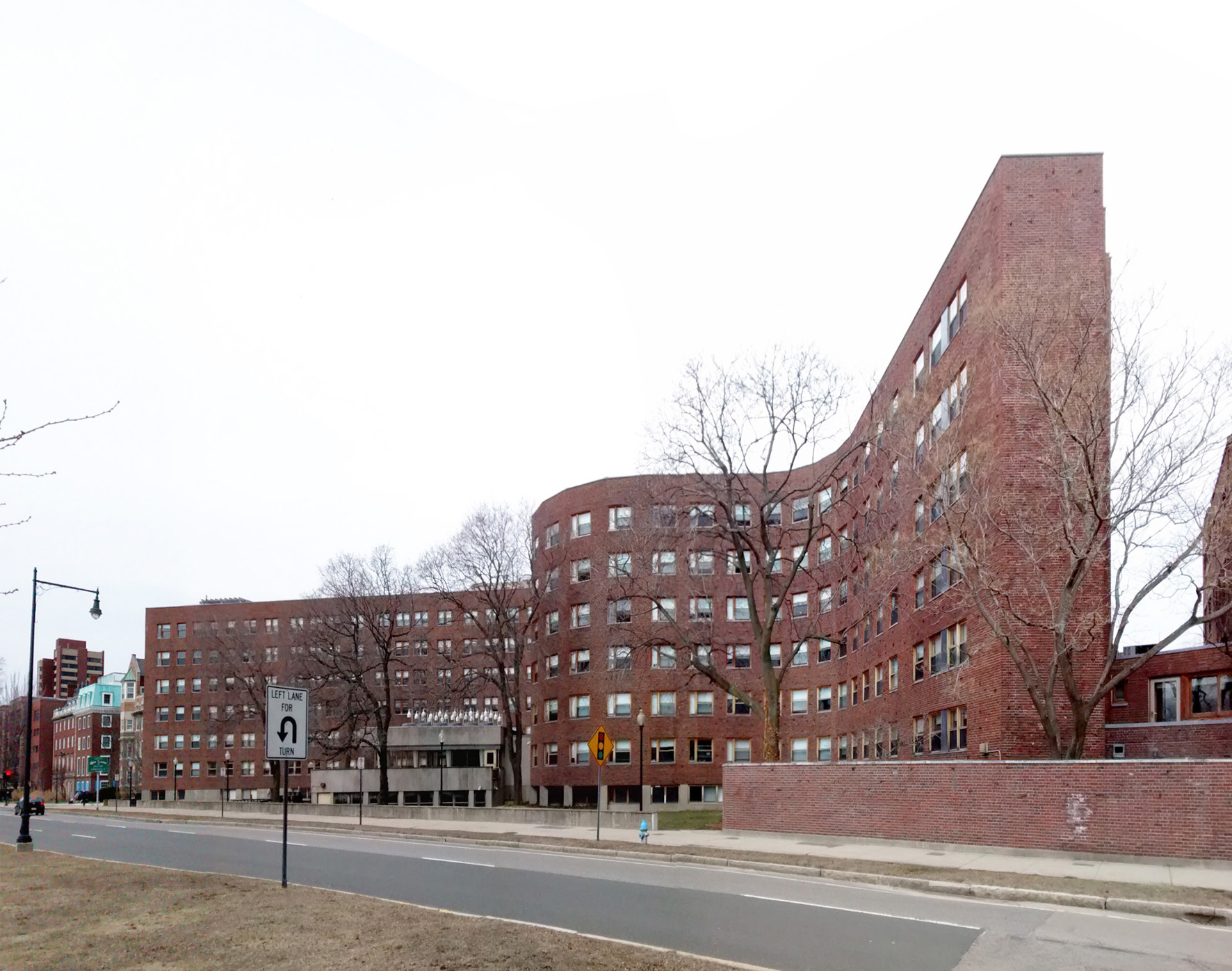
Vista de toda la estructura.
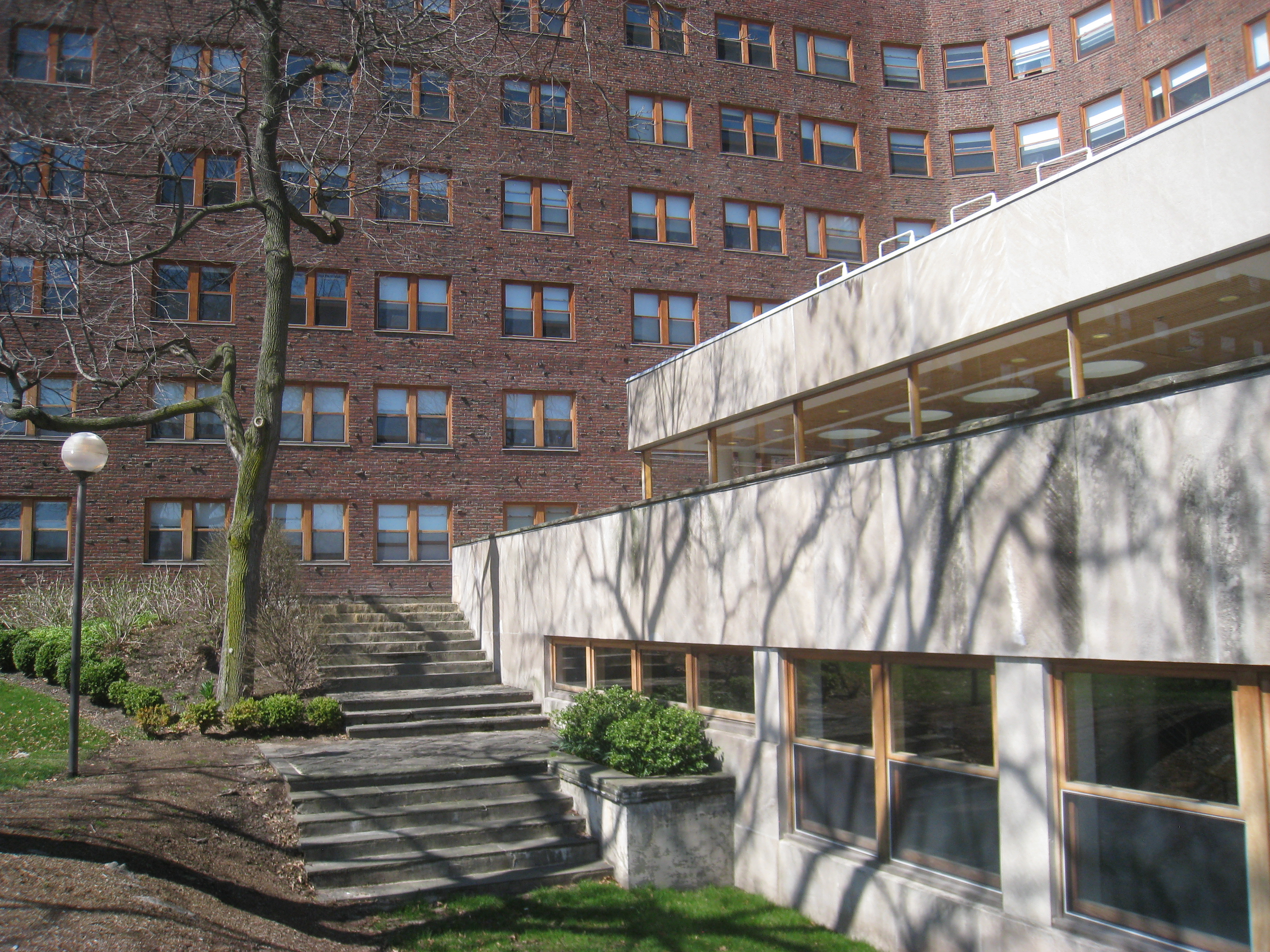
Detalle de la estructura